# Clydonodozus pallens
Clydonodozus pallens là một loài ruồi trong họ Limoniidae. Chúng phân bố ở miền Ấn Độ - Mã Lai.